# 4400 (serial telewizyjny)

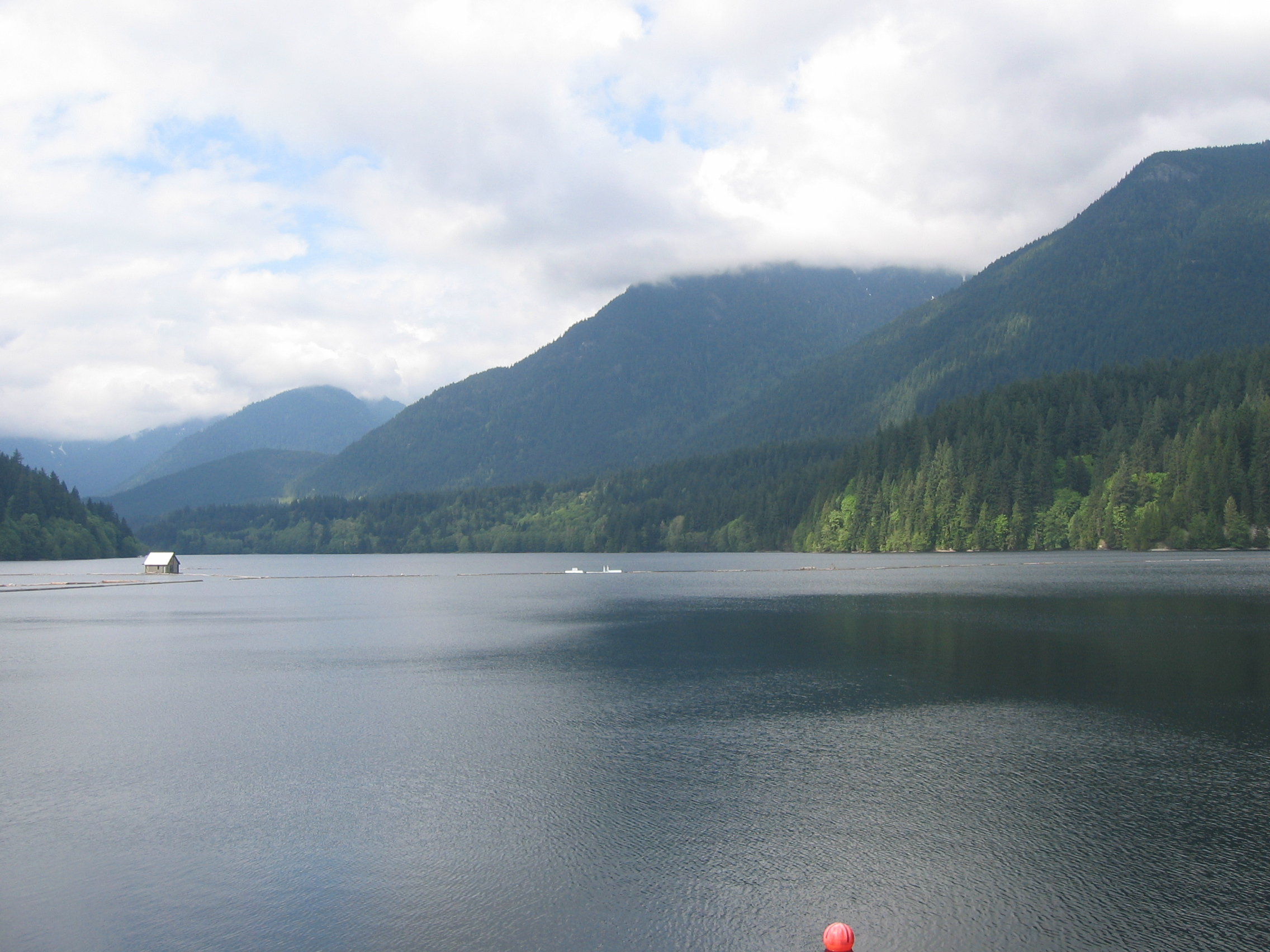
Jezioro Capilano – filmowe Highland Beach

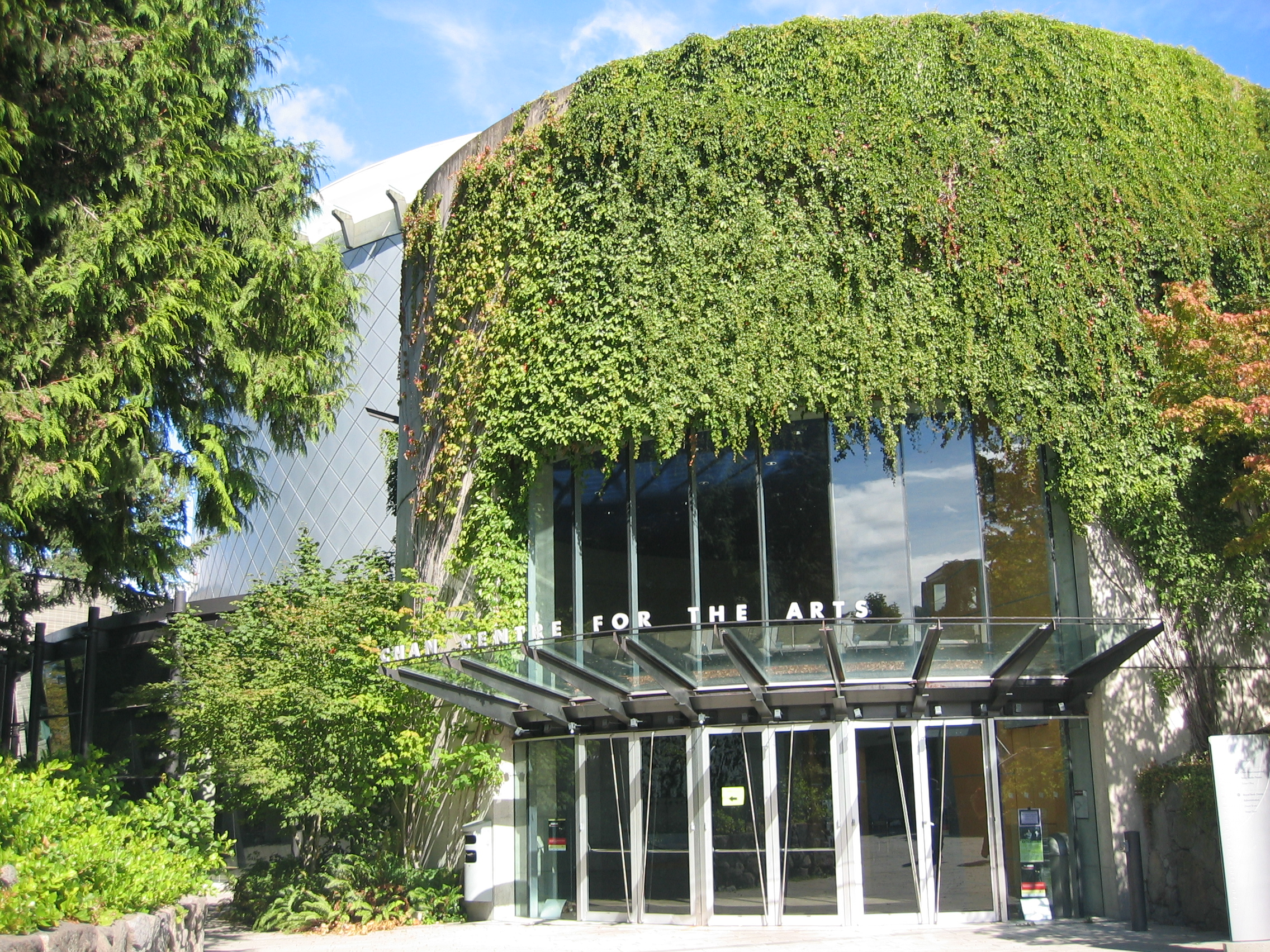
Chan Centre – filmowe 4400 Center

4400 (ang. The 4400) – amerykański serial telewizyjny science-fiction, emitowany w telewizji USA Network od 11 lipca 2004 do 16 września 2007. Wyprodukowano 4 sezony serialu.

## Fabuła
4400 opowiada o losie ludzi zaginionych w połowie XX w. Pewnego dnia wracają na Ziemię w świetlistej kuli. Mają tyle samo lat, ile mieli w chwili zaginięcia, choć ich krewni dawno poumierali.
Agenci badający sprawy związane z odnalezionymi są szczególnie w nie zaangażowani, gdyż każdy z nich ma bliską osobę, która należy do grona 4400: agentka zaadoptowała dziewczynkę, która zaginęła w 1946 r., agent z kolei ma syna, który w dziwnych okolicznościach zapadł w śpiączkę.
Każdy z 4400 posiada jakieś zdolności, niewytłumaczalne dla normalnych ludzi: przewidywanie przyszłości, uzdrawianie, uśmiercanie śliną, słyszenie myśli ludzi, zabijanie krzykiem, panowanie nad wolą innych.

## Obsada
- Joel Gretsch jako Tom Baldwin[1]
- Jacqueline McKenzie jako Diana Skouris[1]
- Mahershala Ali jako Richard Tyler
- Laura Allen jako Lily Moore Tyler
- Patrick Flueger jako Shawn Farrell
- Megalyn Echikunwoke jako Isabelle Tyler
- Conchita Campbell jako Maia Skouris
- Samantha Ferris jako Nina Jarvis,
- Karina Lombard jako Alana Mareva,
- Peter Coyote jako Dennis Ryland,
- Billy Campbell jako Jordan Collier
- Chad Faust jako Kyle Baldwin
- Kaj-Erik Eriksen jako Danny Farrell,
- Brooke Nevin jako Nikki Hudson,
- Natasha Gregson Wagner jako April Skouris,
- Jeffrey Combs jako Kevin Burkhoff,
- Garret Dillahunt jako Matthew Ross,
- Richard Kahan jako Marco Pacella.

## Oglądalność

### WidzowieTVP1[2]
| Sezon I          | Sezon I    | Sezon II         | Sezon II    |
| Data             | Statystyki | Data             | Statystyki  |
| 4 stycznia 2007  | 3 560 950  | 25 stycznia 2007 | 3 716 610   |
| 4 stycznia 2007  | 3 560 950  | 11 lutego 2007   | brak danych |
| 4 stycznia 2007  | 3 560 950  | 8 lutego 2007    | brak danych |
| 11 stycznia 2007 | 3 396 890  | 15 lutego 2007   | brak danych |
| 11 stycznia 2007 | 3 396 890  | 22 lutego 2007   | brak danych |
| 18 stycznia 2007 | 3 080 550  | 1 marca 2007     | brak danych |
| 18 stycznia 2007 | 3 080 550  | 8 marca 2007     | brak danych |